# キャロライン事件

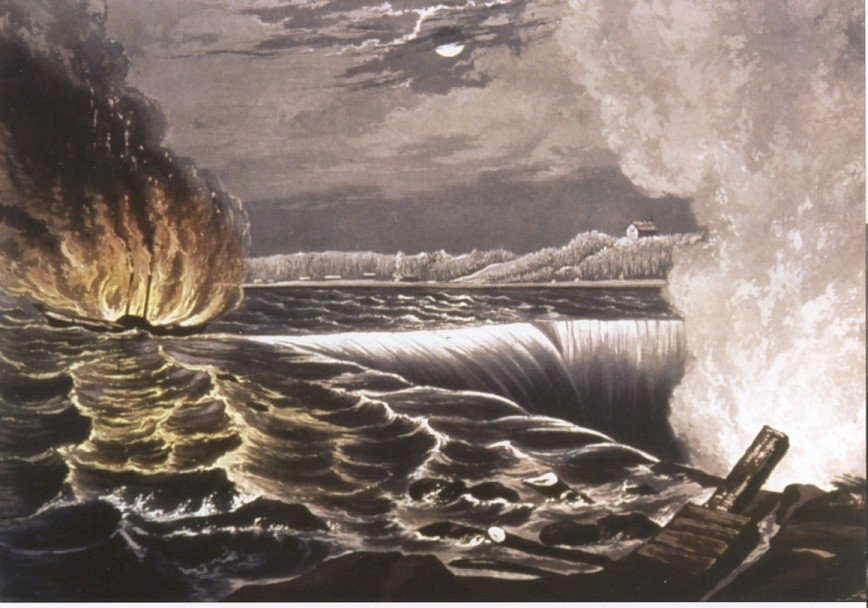
炎上するキャロライン号

キャロライン事件（キャロラインじけん、英: Caroline affair, Caroline case）は、1837年12月29日アメリカ合衆国・イギリス領カナダ国境地域において、アメリカ船キャロライン号をイギリス軍が襲撃した事件に端を発する外交危機。キャロライン号事件・カロライン事件・カロライン号事件とも呼ばれる。
本事件は「国際法上の自衛権、先制的自衛権」に関する古典的先例 自衛権の構成要素を示した事例としてしばしば引用される。

## 背景
1783年に終結したアメリカ独立戦争により、独立を達成したアメリカはイギリス、そしてその植民地であるカナダとの緊張関係を保っていた。
独立達成後、発生したのは王党派の米国からの出国である。彼らは、戦後米国を去らざるをえなかった。その数6万ないし10万と言われ、その多くが英領カナダ（以下、カナダ）に向った。これらの人々の存在は、独立後の米加関係に微妙な影響を与えた。そのカナダの国内情勢も19世紀に入り、変動を始める。
カナダは、17世紀フランス人の手によって開拓、植民地が建設されたためフランスの影響が根強い。1755年-1763年のフレンチ・インディアン戦争により、イギリス領となった後もフランス系住民は多く生活していた。そのため英国議会が制定したケベック法では、フランス民法典やローマ・カトリックの存続が認めた。
アメリカの独立後、1791年の立憲条例（別名カナダ法）でケベックは、オタワ川を境に、東のローワー・カナダと西のアッパー・カナダに分割された。前者では、同地域の特殊性を認めて、ケベック法（1774年）が守られたのに対し、後者はイギリスの影響を強く受けていた。19世紀前半になると、ケベック社会ではイギリス系の支配層とフランス系の農民の被支配層に二分され、カナダ国内ではフランス系住民を中心にイギリス本国政府による支配への不満が溜まっていた。そして領主や聖職者等の教養あるフランス系の人々が中間層を形成し、イギリス植民地政府に対する対立を組織していた。また、イギリス系住民の間でも政治の民主化、責任政府を求める動きが活発化していた。そして、1837年たまたま発生した不況に触発されて起きたのが1837年の反乱である。

## 事件の経過

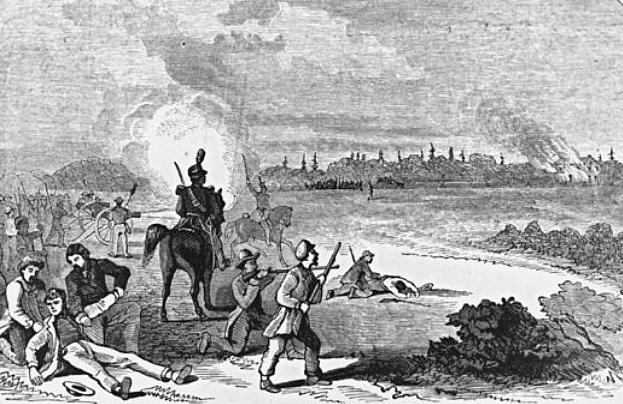
アッパー・カナダ反乱の戦いの一つモンゴメリー居酒屋の戦い

1837年12月、アッパー・カナダ、トロント近郊において、ウィリアム・マッケンジーを指導者とするアッパー・カナダ反乱が発生した。これは家族盟約として知られる寡頭支配に対する住民の不満が原因であった。この反乱はイギリス当局によりすばやく鎮圧され、マッケンジーはアメリカに逃亡する。
彼自身、イギリスからの独立を求めて蜂起したわけではないが、アメリカ人は間違って蜂起をイギリスに対する自らの革命と同一視し、反乱軍に同情をしたため、アメリカ人民衆によるマッケンジーに対する支援が行なわれた。国際法学者の島田征夫はアメリカ人の意図は同情の他に、カナダ併合もあったとしている。
ニューヨーク州バッファローに逃亡したマッケンジーらはカナダと国境を接するニューヨーク、ミシガン、ヴァーモントの諸州に住むアメリカ人民衆から援助を受けた。反乱に加わった者は戦況が悪化すればカナダから米国領内に逃げ込み、武器等を補充していた。一方、米国政府はこの内乱に不介入の政策を堅持し、政府としては反徒にいかなる援助も与えなかっただけでなく、アメリカ市民の個人的援助をも取り締る方針をとった。そして、米国国民が反乱に加わることおよび反乱に加わった者に対し援助を行うことについて取締まるよう、前記3州の知事および地方検事に指令していた。
マッケンジーは、アメリカ人義勇兵を募集し、ナイアガラ川の米側の川岸でカナダの反乱軍と合流し、共闘を呼びかけた。反乱軍はネイビー島に立て篭もった。ネイビー島はカナダと米国ニューヨーク州の境界を流れるナイアガラ川の中州にあり、カナダ領内にある無人島である。そのネイビー島と米国本土を連絡するために用いられた軽汽船がキャロライン号であった。1837年12月28日、連邦保安官は現地から、反乱軍（主として米国から参加したもの）がネイビー島に立籠ってその数は千名に及び、彼らは十分に武装され、彼らに対して出された逮捕令状は執行不能の状態にあることを報告してきた。

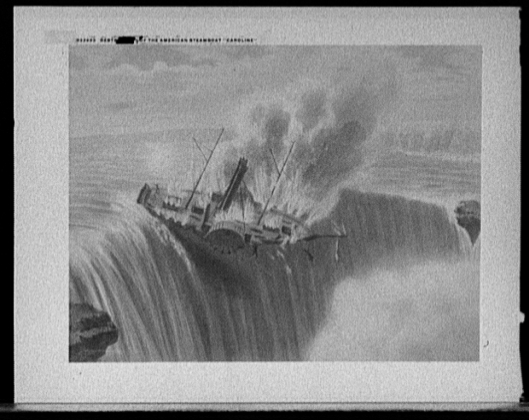
ナイアガラ瀑布に飲まれるキャロライン号

その翌日の12月29日、キャロライン号はバッファローを出帆して若干の「乗客」（恐らく反乱軍に身を投ずるもの）をネイビー島に降ろして後フォート・シュロッサー（ニューヨーク州）に向い、その日のうちにこの港とネイビー島との間を2回往復して午後6時にフォート・シュロッサーに帰港仮泊した。
英国側司令官はあまり事情を正確に把握していなかったのか、英国海軍に対してキャロライン号を捕捉し、破壊せよと命令した。英国海軍が川に出てみたところ、キャロライン号はカナダ領のネイビー島ではなく、米国領内に停泊しているのがわかった。しかし、ともかくも英国のキャロライン号破壊作戦は実行された。その真夜中キャロライン号は武装した英国海軍の襲撃を受け、33名の船員及び「乗客」のうち十数名は殺害され又は行方不明となった。船体は放火されて河上に放たれたため、流れてナイアガラ瀑布に落下した。
このような事態に対し、米国のフォーサイス国務長官は、英国公使ヘンリー・ステファン・フォックスに通牒を送り、米国領土内において米国国民が殺害され、財産破壊が行われたことに対して、深い憂慮の念を禁じ得ないと述べ、この事件に対する償いの要求がなされるであろうと述べた。これに対し、イギリスのフォックス公使は、キャロライン号の襲撃者が英国の正規の軍隊であることを認めたが、キャロライン号が海賊的な性格を持っていることは十分証明されていると主張した。さらに、国境付近では、米国の法令が実行されていなかったことを考えると、キャロライン号破壊は自衛及び自己保存の必要（necessity of self-defense and self-preservation）に基づく行為であると主張した。米国政府は、この見解に納得せず、1838年5月、ロンドン駐在米国公使を通じて、英国政府に賠償要求を行った。しかし、英国政府は、考慮を払うことを約束したが、その後4年間、ほとんど何の進展もなかった。

## ウェブスター見解

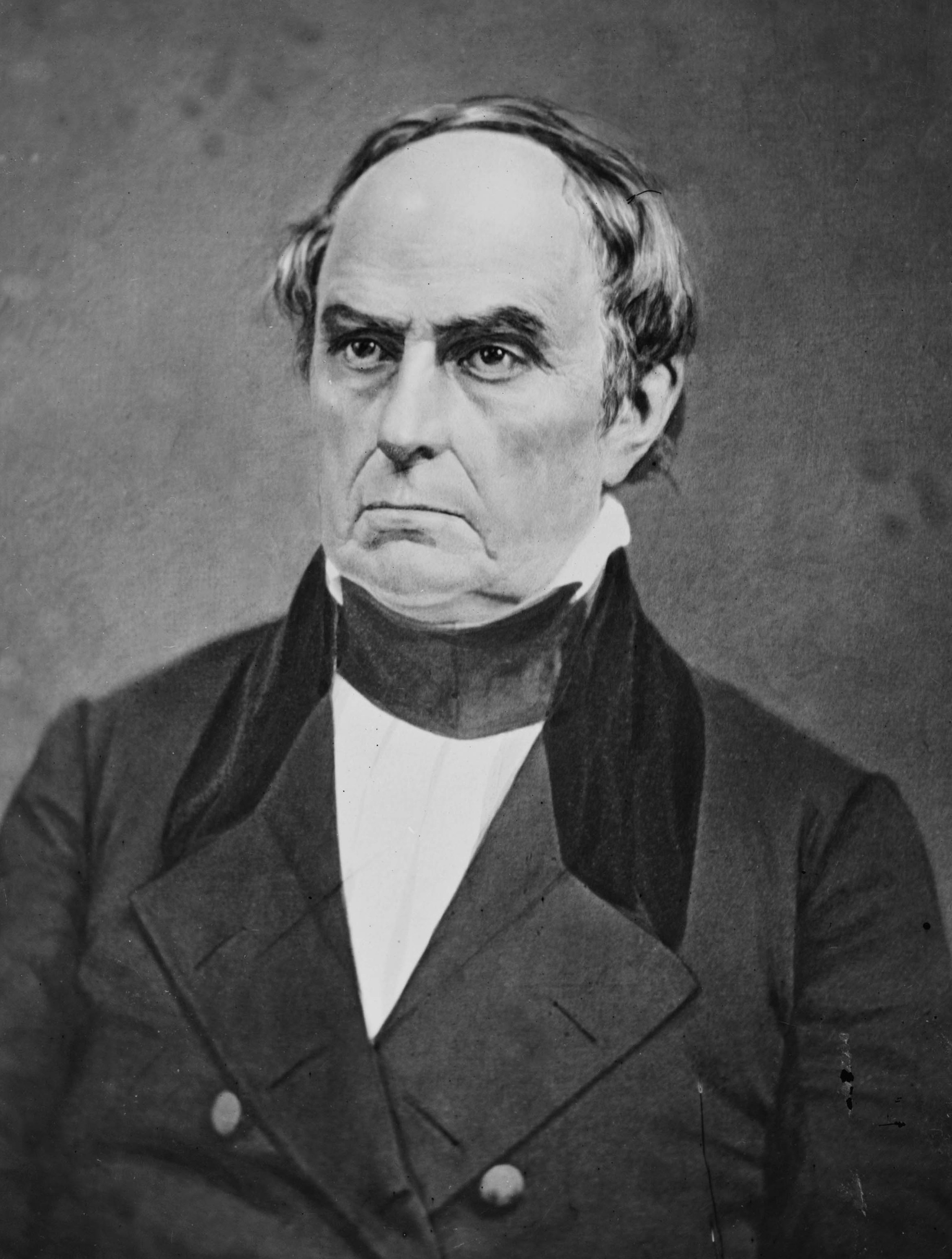
ウェブスター国務長官

1842年、英国政府は、当時米国との間にあった諸懸案を解決するため、臨時公使アッシュバートン卿をワシントンに派遣した。この時にキャロライン号事件も交渉の対象とされた。交渉の約1年前、フォーサイスの後をうけ1840年に国務長官に就任していたウェブスター米国務長官は、英国のフォックス公使宛の書簡（1841年4月24日付）の中で、武力行使が自衛のためのものとして正当化されるための要件として、自らの見解を次のように述べている。
「英国政府としては、目前に差し迫った重大な自衛の必要があり、手段の選択の余地がなく、熟慮の時間もなかったことを示す必要があろう。カナダの地方当局が、一時的な必要から米国領内に立ち入る権限を有していたとしても、非合理若しくは行き過ぎたことは一切行っていないことを示す必要があろう。自衛の必要によって正当化される行為は、このような必要性によって限定され、明らかにその限界内に止まるものでなくてはならないからである。」
アッシュバートン卿は、英国の行動が、ウェブスター国務長官のいう要件に合致することを証明し、かつ米国領土を侵したことについて遺憾の意を表し、この遺憾の意を紛争の初期に表明しなかったことについて陳謝の念を表わした。ウェブスター国務長官は、書面によって英国の陳謝を受けいれた。また、不介入の原則が重要なものであり、その例外は非常に制限されていることについての両国の意見が一致したことを喜ぶ旨述べた。
ウェブスター国務長官の見解は、自衛権、特に先制的自衛に関する代表的先例となった。その後、国際法学者は、キャロライン号事件におけるウェブスター国務長官の手紙などから、さらに自衛権行使の要件を発展させ現在では、その要件を次のようにまとめている。
- 必要性の原則 : 軍事的反撃が必要であるかどうか。
- 均衡性の原則 : その反撃は相手の攻撃とつりあっているかどうか。
- 即時性の原則 : その反撃が即座のものであるかどうか。

これら3つの原則は、ウェブスター見解またはキャロライン・テストと呼ばれ、国際法が禁止している復仇・報復を行わないためのものといわれている。この見解は第2次世界大戦後に開かれたニュルンベルク軍事法廷において国際慣習法上の自衛権の成立要件として再確認された。
また、同時にアメリカ・カナダ間の国境にあたる、メイン州とニューブランズウィック州の境界線の位置を巡る紛争を解決するため、ウェブスター＝アッシュバートン条約が締結された。